# Новая Прилука (Красноярский край)
Новая Прилука— деревня в Рыбинском районе Красноярского края в составе  Александровского сельсовета.

## География
Находится в примерно в 12 километрах по прямой на запад-северо-запад от районного центра города Заозёрный.

## Климат
Климат резко континентальный. Зима суровая, средние температуры января составляют –19—21 °С, критические — от –45 до –52 °С. Лето преимущественно жаркое, солнечное, со средними температурами июля +19—25 °С, максимальные: +34—38 °С. 

## История
Деревня основана в 1896 году. В 1926 году учтен был 651 житель, преимущественно украинцы.

## Население
Постоянное население составляло 96 человек в 2002 году (98% русские),  51 в 2010.